# عین فکرون

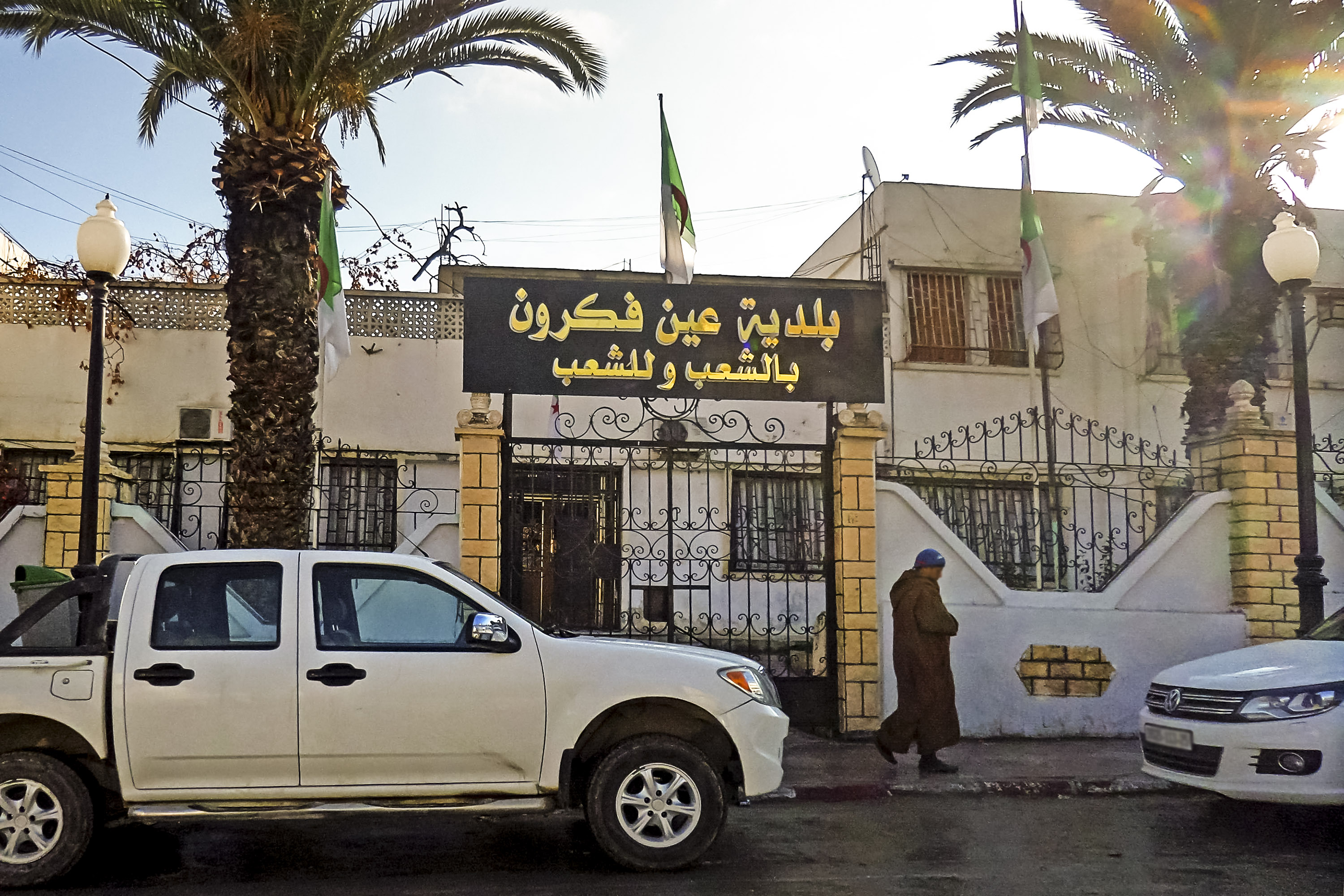
شهرداری عین فکرون

عین فکرون (به عربی: عين فكرون) یک شهرداری در الجزایر است که در استان ام‌البواقی واقع شده‌است.
 عین فکرون  ۴۷٬۲۳۷ نفر جمعیت دارد.